# شهاب یامپی
شهاب یامپی یک بازیکن فوتبال اهل ایران است، او در بازی تیم های پیکان و سایپا در روز 21 آبان 1383 با حضور در میدان به عنوان جوانترین بازیکن لیگ برتر فوتبال ایران معرفی شد.
همچنین او سابقه بازی در کنار فیل جونز را دارد.
شهاب یامپی لقب جوان ترین بازیکن جهان را داشت تا زمانی که لامین یامال رکورد او را شکست.
او در فصل ۹۸/۹۹ با تیم دارایی گز جواز حضور در لیگ دو کشور به عنوان کاپیتان تیم را کسب کرد.
او در دوران حرفه‌ای خود کاپیتان تیم اتکا گلستان هم بوده است.
وی در حال حاضر در تیم فوتبال آدون که به مالکیت محمد جعفری است.به مربیگری وحید نعمتی بازی میکند. او هم اکنون کاپیتان تیم آدون است.